# Kagerou
Kagerou(蜉蝣) var ett japanskt Visual Kei-rockband. Kagerou skapades i september 1999 av sångaren Daisuke, och basisten MASAYA, ett tag senare hoppade Yuana in som gitarrist. Efter sin tid på skivbolaget “Loop Ash” 2000, bytte Kagerou bolag till ”Lizard inside of Free-Will”. Efter att ha fått stor popularitet bland den japanska Visual Kei-publiken, började de söka sig utomlands 2005, då de spelade i Tyskland och Frankrike.
På livespelningen den 16 september 2006 på “Liquid Room ebisu”, berättade de om sitt beslut att splittras. Deras kommentar den 19 september på den officiella hemsidan är att splittringen ägde rum i januari 2007, efter en sista turnering i oktober och november. Den 27 december 2006 släppte de ett sista ”best of”-album med titeln Shinjuka. Med det fick man ett vykort med deras diskografi på. 
Ungefär tre månader efter deras sista livespelning (7 januari 2007) släpptes en DVD med deras sista live, Kagerou: Tour '06-'07 Last Live. På den begränsade utgåvan, som det är ett speciellt emballage på, fanns det även klipp från den sista turnén samt några musikvideor och man fick även en tjock fotobok på 120 sidor och 10 porträtt med repliker av deras autografer.
Kagerou var ett japanskt band av stilen Visual Kei, vilken karaktäriseras av sin obskyra och androgyna stil. Trots det använde Kagerou mindre smink och bar endast mer speciella scenkläder än andra Visual Kei-band. De kallade sig dock fortfarande ett Visual Kei-band.
Kagerou (蜉蝣, uttalas 'Kagero') betyder dagslända på japanska. Dagsländor kan bli upp till tre år gamla. Hur som helst, när dagssländorna når vuxen ålder, varierar deras livslängd från två timmar till tre år. Denna korta livstid symboliserar Kagerous sångare Daisuke, som har lidit av hjärtrelaterade problem sedan födseln. Varje dag kan hjärtat stanna. Liksom en vuxen dagslända, kan hans livslängd variera, bli längre eller kortare. "Live your every minute as if it were your last, not scared but filled with the most joyous moments", säger Daisuke.
- Daisuke (大佑) - sångare. Han skrev alla texterna till Kagerou. Hans förra band inkluderar Le'Cheri och Fatima, i vilka han var trummis. Daisuke älskar kontakten med sin publik, såsom hans återkommande ”stage diving”, och det gör även hans fans. Daisuke dog den 15 juli 2010
- Yuana (ユアナ) - akustisk & elgitarr. Han skrev oftast melodin till låtarna. Exempel på melodier han skrev är: "Koukotsu Jigoku", "Shibire Kokoro", och "Seitekikinchou Implant." Hans förra band inkluderar Sweet Hallucination, och Alicia as Ewana.
- Kazu - bas. Hans förra band är RESEARCH as KAZUNORI, och Aioria as Kazutake. Han skrev också mycket av melodierna till Kagerou, de är melodin till; "Holy Needle," "Kakokei Shinjitsu," and "Yami ni Warau Kuro".
- Shizumi (静海) - trummor och slagverk. Han spelade ofta på ett Pearl"-trummset'. Hans förra band var Mitre Cure och MELUSINE. Shizumi kunde, om han inte blivit trummis i bandet, blivit pianist. Han har komponerat några av bandets sånger, som Rasen Kubi, Masatsu Shinkou, och 3.2.1.. Shizumi är en "crowd pleaser" och har mycket kontakt med publiken. Han sägs ha pratat engelska, tyska och franska på uppträdanden endast för sina fans.
- Masaya - f.d. basist. Han lämnade bandet 2000 och gick med i Kar'MariA, en sorts “pension” och slutade med musik.
- Kuya - f.d. basist. Han gick med i bandet i januari 2001, men lämnade det i augusti samma år och blev sedan medlem i GUICHE.

## Diskografi

### Skivor släppta med medlemmarna S.Daisuke、G.Yuana、B.MASAYA till och med maj 2000

#### Demoband
- biological slicer
- Biyou seikei ishi no shumi (美容整形医師の趣味) April 21, 2000

#### Singlar
- biological slicer - 4 april 2000
- Eroa (エロア)
- R Shitei (R指定)
- Saigo no Kensa (最期の検査)
- Wrist Cutter (リストカッター)

### Skivor släppta med medlemmarna S.Daisuke、G.Yuana、B.MASAYA、Tr.Shizumi från maj till december 2000

#### Omnibus
- 0718 - 18 juli 2000, distributed CD
- Japanesque Rock Collectionz - 28 juli 2000 (By Cure Magazine)
- Meisou Honnou (迷走本能)
- Kakumei～Voice of Rebirth～ - 30 augusti 2000
- Mousou Chikashitsu (妄想地下室)

### Skivor släppta med medlemmarna Vo.Daisuke、Gt.Yuana、Ba.Kuya、Dr.Shizumi från december 2000 till augusti 2001

#### CD-singlar
- Hakkyou Sakadachi Onanist (発狂逆立ちオナニスト) 27 juni 2001
- Seitekikinchou Implant (性的緊張インプラント)
- Nawa (縄)
- Shikkou Yuuyo Sannen (執行猶予三年)
- Jikasei Full Course (自家製フルコース) 18 juli 2001
- Joumyaku Salad (静脈サラダ)
- Urami Koto (怨み言)
- Kakusei Jelly (覚醒ゼリー)

#### Omnibus
- LOOP OF LIFE - 20 februari 2001
- Kichiku Moralism (鬼畜モラリズム)
- Shock Edge 2001 - 29 september 2001
- Kakusei Jelly - (覚醒ゼリー)

### Skivor släppta med medlemmarna S.Daisuke、G.Yuana、B.kazu、Tr.Shizumi från september 2001 till upplösningen 2007

#### Singlar
- Iro Megane to Scandal (色メガネとスキャンダル) 9 january 2002
- Yūgure no Shazai (夕暮れの謝罪)
- Exotic na Kansenshou (エキゾチックな感染症)
- Soushitsu (葬失)
- Kagerou no Jiten (蜉蝣事典 ＜大人の書店＞) 4 maj 2002
- Idol kurui no shinrigaku (アイドル狂いの心裏学)
- Mizu hitari no kazoe uta (水浸りの数え唄) 10 juli 2002
- Yubikiri (ゆびきり)
- Kikaku Mono (企画モノ)
- R Shitei (R指定)
- Hiaburi no kazoe uta (火炙りの数え唄) 10 juli 2002
- Gozen sanji no taiyou kōsen (午前三時の太陽光線)
- Utsu (鬱)
- Wrist Cutter (リストカッター)
- Sakebi (叫び) 28 februari - 7 april 2003
- Distributed to those attending the "Katana kari" tour
- Sakebi (叫び)
- Kichiku Moralism (鬼畜モラリズム)
- Kakokei Shinjitsu (過去形真実) 7 maj 2003
- Kakokei Shinjitsu (過去形真実)
- Sekkyou 38.5℃ (説教38.5℃)
- Kakokei Shinjitsu (Remix) (過去形真実)
- Sekkyou 38.5℃ (Remix) (説教38.5℃)
- XII dizzy - 28 januari 2004
- Xll dizzy
- Soine Pesari (添い寝ペッサリー)
- Kuchita sekishin (朽ちた赤心)
- Sakurakurakura (サクラクラクラ) 10 februari - 5 april 2004
- limited to all attending the "Kaijou Gentei" tour
- Sakurakurakura (サクラクラクラ)
- Kurokami no Aitsu (黒髪のアイツ) 8 december 2004
- Kurokami no Aitsu (黒髪のアイツ)
- Shibire Kokoro (Live) (痺れ心)
- Koi Uta (Live) (恋唄)
- Masatsu Shinkou (Live) (摩擦信仰)
- Shiroi Karasu (白い鴉) 8 december 2004
- Shiroi Karasu (白い鴉)
- Soine Pesari (Live) (添い寝ペッサリー)
- 3・2・1 (Live)
- XII dizzy (Live)
- Zetsubou ni Sayonara (絶望にサヨナラ) 23 mars 2005
- Zetsubou ni Sayonara (絶望にサヨナラ)
- Watashi。(私。)
- Ai wa Savage (愛はサベージ)
- Kusatta umi de oborekakateiru boku wo sukutte kureta kimi (腐った海で溺れかけている僕を救ってくれた君) 30 november 2005 (Three Versions, A, B, C, D)
- Kusatta umi de oborekakateiru boku wo sukutte kureta kimi(腐った海で溺れかけている僕を救ってくれた君)
- Hibike, Kono koe。 (響け､この声。)
- Shuuchi no Ori (羞恥の檻) (Only available in Version A and D)
- Yuuyami wo saita hana (夕闇を裂いた花) (Only available in Version B and D)
- Tonarimachi no Kanojo (となり町の彼女) 6 juni 2006
- Tonarimachi no Kanojo (となり町の彼女)
- Seija no Ame (聖者の雨)
- Ragan (Remix) (裸眼)
- Sabashisa to Nemure (Remix) (寂しさと眠れ)

#### Album
- Kagerou (蜉蝣) 30 juli 2003
- Rakushu (落首) 18 augusti 2004
- Gurou iro/Guroushoku (愚弄色) 27 juli 2005
- Kurohata (黒旗) 19 juli 2006
- Shinjuka (心中歌) 27 december 2006

#### DVD
- Kagerou no Video Clips (蜉蝣のビデオクリップ) 9 september 2002
- Zekkyō Psychopath (絶叫サイコパス) 28 januari 2004
- Rakushu Enjō Saishū Kōen (落首炎上最終公演) 29 juni 2005
- Kagerou: Tour '06-'07 Last Live 28 mars 2007